# Peyton Roi List
Peyton Roi List (sinh ngày 06/04/1998) là một diễn viên kiêm người mẫu và ca sĩ tuổi teen đến từ Mỹ. Peyton List được biết đến nhiều với vai diễn Emma Ross trong sê-ri phim hài của Disney Channel, Jessie và chương trình Cashmere Mafia của mạng American Broadcasting Company, nơi cô vào vai Sasha Burden, con gái của nhân vật của Frances O'Connor. Peyton List cũng tham bộ phim 27 Dresses với vai Jane (nhân vật của Katherine Heigl lúc trẻ), và là đồng diễn viên chính trong sê-ri phim Nhật ký chú bé nhút nhát.

## Tiểu sử và sự nghiệp
Peyton List sinh tại Florida, nhưng chuyển đến sống ở thành phố New York năm bốn tuổi. Cô có hai em trai: Spencer (em trai song sinh) và Phoenix; cả hai người em đều làm diễn viên kiêm người mẫu. Hiện cô đang sống ở California.
List làm người mẫu cho tạp chí Justice từ năm 2011. Cô cũng đã xuất hiện trên bìa tạp chí American Girl" năm 2009 với chủ đề "Quay lại trường học". Cô cùng xuất hiện với Robert Pattinson trong bộ phim Remember Me với vai diễn là một cô gái hay bắt nạt em gái của nhân vật mà Pattinson đóng. Năm 2010, List xuất hiện trong bộ phim The Sorcerer's Apprentice của hãng Disney, và trong phim Secrets in the Walls của hãng Lifetime Movie Network, cùng với Jeri Ryan và Kay Panabaker. List bắt đầu làm người mẫu cùng em trai song sinh Spencer. Cô xuất hiện trên hơn bốn trăm quảng cáo thương mại theo nhiều loại của nhiều công ty khác nhau.
List là đồng diễn viên chính trong phim Nhật ký cậu bé nhút nhát: Điều luật của Rodrick và Nhật ký cậu bé nhút nhát: Những ngày hè. Cô đóng vai Holly Hills - là một vai diễn quan trọng, người trong mộng của Greg. Cô hiện là diễn viễn chính đảm nhiệm vai Emma Ross, chị cả của 4 đứa em, trong series phim Jessie của kênh Disney cùng với Debby Ryan và bạn diễn của cô trong phim Nhật ký cậu bé nhút nhát Karan Brar.
List cũng là thành viên của nhóm Disney Channel Circle of Stars

## Phim tham gia

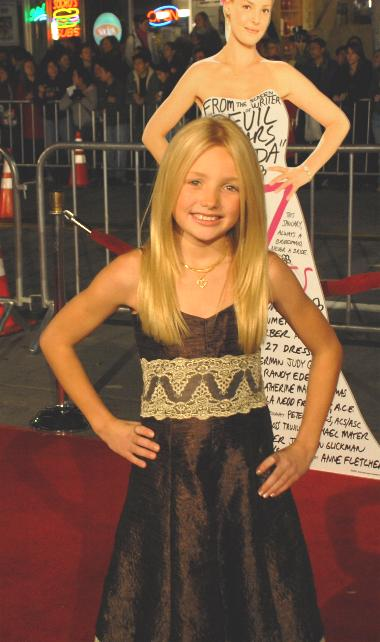
List tại buổi gia mắt bộ phim 27 Dresses năm 2008

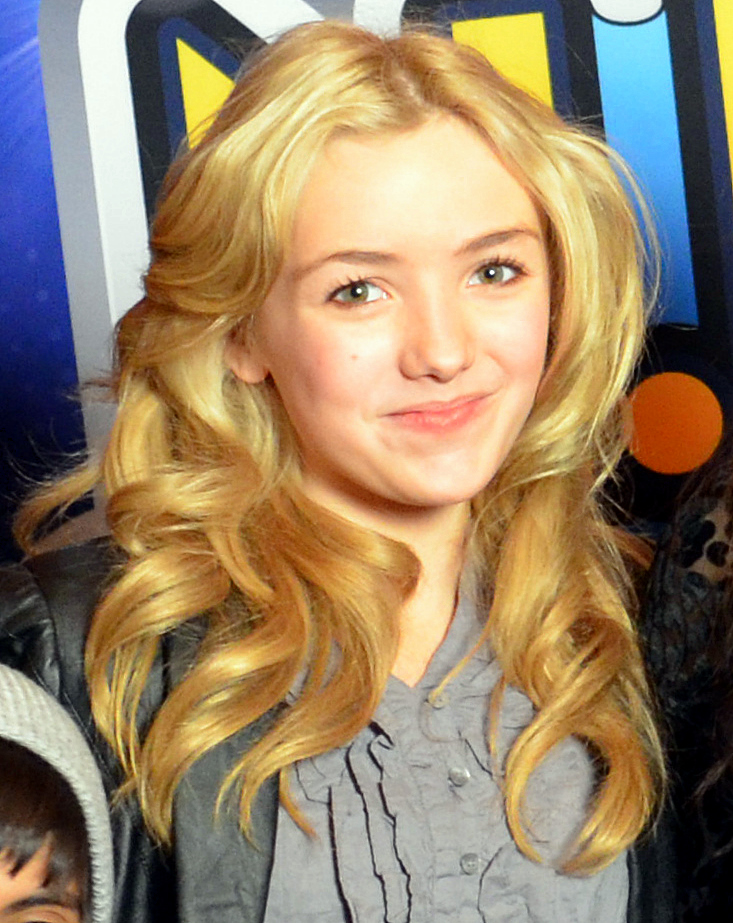
Peyton List trong "Radio Disney's Season 4 - Winner Finale Concert 2011".

| Năm             | Tên phim                            | Vai diễn                                          | Notes |
| --------------- | ----------------------------------- | ------------------------------------------------- | --- |
| 2002            | As the World Turns                  | Cô gái phục vụ quán ăn                            | Tập 1 |
| 2004            | Spider-Man 2                        | Cô gái chơi bên bậc cầu thang                     | |
| 2004            | All My Children                     | Bess                                              | Tập 1 |
| 2005–2008       | Late Show with David Letterman      | Hướng dẫn viên du lịch tại khách sạn Paul Shaffer | Series truyền hình; Mùa thứ 15, Tập 73 (ngày 12 tháng 8 năm 2005)                                                  |
| 2007            | The Product of 3c                   | Winnie hồi bé                                     | phim ngắn |
| 2007            | Saturday Night Live                 | Cô bé nhỏ                                         | "LeBron James/Kanye West" (mùa 33: tập 1); phân đoạn "Angry Dog"                                                   |
| 2008            | Wonder Pets                         | Piglet #1 / Chick #1                              | Tập: "Kalamazoo"                                                                                                   |
| 2008            | 27 Dresses                          | Jane hồi nhỏ                                      | |
| 2008            | Remember Back, Remember When        | Luna                                              | Phim ngắn |
| 2008            | Cashmere Mafia                      | Sasha Burden                                      | "Pilot" (mùa 1, tập 1) "Conference Call" (mùa 1, tập 2) "Stay with Me" (mùa 1, tập 5) "Dog Eat Dog" (mùa 1, tập 7) |
| 2009            | Confessions of a Shopaholic         | Cô gái bán giày                                   | |
| 2009            | Gossip Girl                         | Young Girl #1                                     | "Enough About Eve" (mùa 3, tập 6)                                                                                  |
| 2010            | 3 Backyards                         | Emily                                             | |
| 2010            | Remember Me                         | Samantha                                          | |
| 2010            | The Sorcerer's Apprentice           | Becky hồi nhỏ                                     | |
| 2010            | Bereavement                         | Wendy                                             | |
| 2010            | Miriam's Song                       | Miriam                                            | Phim ngắn |
| 2010            | Secrets in the Walls                | Molly                                             | Phim truyền hình                                                                                                   |
| 2011            | Law & Order: Special Victims Unit   | Larissa Welsh hồi nhỏ                             | "Possessed" (mùa 12, tập 12)                                                                                       |
| 2011            | Diary of a Wimpy Kid: Rodrick Rules | Holly Hills                                       | Vai chính |
| 2011            | Something Borrowed                  | Darcy hồi nhỏ                                     | |
| 2011–năm ra mắt | Jessie                              | Emma Ross 14 tuổi                                 | Series truyền hình，Vai chính; Disney Channel Original Series                                                      |
| 2012            | The Trouble with Cali               | Cali Bluejones hồi nhỏ                            | |
| 2012            | Austin & Ally                       | Emma Ross từ Jessie (Disney Channel TV series)    | Austin & Jessie & Ally: All Star New Year (mùa 2, tập 6)                                                           |
| 2012            | Diary of a Wimpy Kid: Dog Days      | Holly Hills                                       | Vai chính |
| 2012            | The Dog Who Saved the Holidays      | Eve (lồng giọng)                                  | Phim truyền hình                                                                                                   |
| 2013            | A Sister's Nightmare                | Emily                                             | Phim truyền hình                                                                                                   |
| 2013–năm ra mắt | Pass the Plate                      | Vai chính mình                                    | Miniseries |
| 2014            | Win, Lose or Draw                   | Chính mình                                        | episode "Peyton List & Cameron Boyce"                                                                              |
| 2014            | I Didn't Do It                      | Sherri                                            | "Dance Fever" (mùa 1, tập 8)                                                                                       |
| 2015            | The Outskirts                       | Mackenzie                                         | Đang quay |
| 2016            | The Thinning                        | Laina Michaels                                    | Nữ chính |
| 2016            | The Swap                            | Ellie                                             | Nữ chính |
| 2018            | The Thinning: New World Order       | Laina Michaels                                    | Nữ chính |

## Giải thưởng
| Giải thưởng              | Năm  | Hạng mục                                                                | Kết quả     |
| ------------------------ | ---- | ----------------------------------------------------------------------- | ----------- |
| Young Artist Awards      | 2013 | Dàn diễn viên xuất sắc nhất trong Diary of a Wimpy Kid: Dog Days (2012) | Chiến thắng |
| Young Entertainer Awards | 2018 | Diễn viên trẻ xuất sắc nhất                                             | Chiến thắng |
| Young Entertainer Awards | 2016 | Diễn viên trẻ xuất sắc nhất                                             | Đề cử       |

## Các liên kết ngoài
- Peyton List trên IMDb
- Peyton List trên Twitter
- Peyton List trên Instagram: https://www.instagram.com/peytonlist/